# Rush (película)
Rush (titulada: Rush, pasión y gloria en Hispanoamérica) es una película de acción británica de 2013, dirigida por Ron Howard, escrita por Peter Morgan y protagonizada por los actores Chris Hemsworth y Daniel Brühl, quienes interpretan a los pilotos de Fórmula 1 James Hunt y Niki Lauda respectivamente.
Se basa en la temporada 1976 de Fórmula 1, en el duelo por el título entre ambos pilotos y en el accidente sufrido por Lauda en el Gran Premio de Alemania de 1976. Es el top 92 de las 100 mejores películas de acción de todos los tiempos por GQ. La película se estrenó en Londres el 2 de septiembre de 2013 y se mostró en el Festival Internacional de Cine de Toronto de 2013 antes de su estreno en el Reino Unido el 13 de septiembre de 2013. La película recibió críticas positivas de los críticos por las actuaciones de Hemsworth y Brühl, la dirección de Howard, las secuencias de carreras y la banda sonora de Hans Zimmer.

## Argumento
James Hunt (Chris Hemsworth) y Niki Lauda (Daniel Brühl) son dos pilotos de carreras que desarrollan una feroz rivalidad en 1970 en una carrera de la Fórmula 3 en el circuito de Crystal Palace en Inglaterra, cuando los autos de ambos se salen y Hunt gana finalmente la carrera. Hunt es un británico joven y temerario que tiende a vomitar antes de cada carrera y por ser juerguista y libertino, mientras que Lauda es un austriaco reservado y un genio de la técnica que confía en la precisión de los monoplazas de la escudería con la que compite.
En una discusión acalorada con su padre, que no acepta que su hijo sea piloto de carreras, alegando que es para playboys y aficionados sin cerebro, le dice que el apellido es de políticos y economistas (debido a que su familia es conocida por los negocios). Lo insta a que use el dinero y que se encargue del negocio familiar, Lauda accede; pero cambia de opinión diciéndole que se lo quede y no lo invierta, amenazándolo con que cuando sea campeón mundial y su nombre aparezca en primeras planas se arrepentirá. Como su familia no quiere apoyarlo, Lauda toma un préstamo del banco y compra su plaza en el equipo BRM, conociendo a su compañero de equipo Clay Regazzoni (Pierfrancesco Favino). Mientras tanto, Hesketh Racing, un nuevo equipo sin patrocinadores, entra también en la Fórmula 1 y contrata a Hunt, que hasta entonces el equipo usaba autos de la escudería March. Durante este tiempo, Hunt se casa con Suzy Miller (Olivia Wilde), mientras que Lauda desarrolla una relación con Marlene Knaus (Alexandra Maria Lara).
Más tarde, Lauda se une a la Scuderia Ferrari con Regazzoni y gana su primer campeonato en 1975, mientras que Hunt pierde su puesto en la Fórmula 1 después de que Hesketh se retire por no poder conseguir un patrocinador. Esta desesperación le hace mantener una fuerte y clave discusión acalorada con Suzy, haciendo que ambos se distancien en secreto, aunque afortunadamente para Hunt, el británico logra conseguir un puesto en McLaren F1 Team después de que Emerson Fittipaldi deje el equipo en el último momento.
La temporada 1976 de Fórmula 1 comienza con Lauda dominando las dos primeras carreras en Interlagos, Brasil y Kyalami, Sudáfrica, mientras que Hunt abandona la primera por un fallo en el motor y queda segundo en la segunda. Hunt gana el Gran Premio de España, pero es descalificado después de la carrera cuando los comisarios inspeccionan su coche y afirman que éste es demasiado ancho. Él comienza a dudar de sí mismo y su situación se agrava aún más cuando descubre que Suzy tenía una relación con el actor Richard Burton, la cual empezó tras la discusión antes del inicio de la temporada. Viaja a Nueva York para discutir con ella la situación y finalmente acuerda el divorcio. De vuelta, el británico inicia una nueva relación con una sobrecargo, recuperando a la par su espíritu competitivo. En el Gran Premio de Francia, Hunt gana la carrera, mientras que Lauda se retira. En el Gran Premio de Gran Bretaña, Hunt gana por segunda vez desde que Jim Clark lo hizo desde 1964, dejando a Lauda en segundo como lo hizo en España. Así mismo, su descalificación en España es revocada, restableciendo los puntos que había perdido y poniéndole de nuevo en lucha por el campeonato.
En el Gran Premio de Alemania, Lauda insta al comité de F1 a cancelar la carrera debido a la lluvia en una pista ya peligrosa. La solicitud es votada por la mayoría de los pilotos después de que Hunt les convenciera de que Lauda teme perder la carrera por cuestión de puntos. Tanto Hunt como Lauda empiezan la carrera con neumáticos de lluvia, lo que se convierte en una elección costosa debido a que la mayor parte de la pista secaba rápidamente a todos los pilotos, a excepción de Jochen Mass (Cris Penfold), el compañero de Hunt en McLaren. Ambos hacen una parada en boxes para cambiar neumáticos durante la segunda vuelta, pero a mitad de camino hacia la tercera vuelta, un brazo de la suspensión del coche de Lauda se rompe, haciéndole perder el control para acabar chocando violentamente contra una barrera. El coche envuelto en llamas se desliza hasta el medio de la pista y es golpeado por otros coches en la pista que intentan sacarle del coche. Lauda es trasladado en helicóptero al hospital con quemaduras de tercer grado en la cabeza y humos tóxicos en sus pulmones, temiendo por su vida. Durante las próximas seis semanas, Lauda es tratado de sus heridas mientras observa a Hunt dominar el resto de la temporada y también se entera de que Ferrari contrató a un piloto de reemplazo, Carlos Reutemann. En contra de las órdenes de su médico, vuelve al volante de su Ferrari en el Gran Premio de Italia junto a Reutemann (pues dijo en su conferencia de prensa que él siempre está ansioso por tener una buena impresión) para terminar heroicamente en cuarto, mientras que Hunt no logra terminar la carrera por fallas en el motor.
La temporada 1976 llega a su punto culminante en el lluvioso Gran Premio de Japón, en el Fuji Speedway, con Lauda liderando con Hunt a tres puntos por detrás. Al final de la segunda vuelta, Lauda vuelve a boxes y se retira de la carrera, optando por quedarse con su esposa en su lugar y alegando que la pista era muy peligrosa por la lluvia extrema que sería ganada por Mario Andretti (Kristofer Dayne). Después de enfrentarse a una dura competencia bajo condiciones agotadoras y tras una parada en boxes tardía, Hunt acaba en tercero, dándole los puntos suficientes para vencer a Lauda por un punto y ganar el campeonato.
El británico pasa el resto del año rodeado de fama, sexo y drogas, mientras que Lauda se interesa por volar en aviones privados. En una pista de aterrizaje privada, Lauda le sugiere a Hunt que se centre en la próxima temporada de carreras, pero más tarde se da cuenta de que Hunt ya no tiene nada que demostrar. Así, Lauda recuerda como él ganaba el campeonato la temporada siguiente y Hunt ganó solamente tres carreras destacando la última de su carrera deportiva en Fuji donde ganó su único título el año anterior. Su carrera continuó hasta su retirada en 1979 en el equipo Walter Wolf Racing, para después convertirse en comentarista de carreras hasta su muerte en 1993 a los 45 años a causa de un ataque cardiaco.

## Reparto
- Chris Hemsworth como James Hunt.
- Daniel Brühl como Niki Lauda.
- Olivia Wilde como Suzy Miller.
- Natalie Dormer como Gemma.
- Alexandra Maria Lara como Marlene Knaus.
- Pierfrancesco Favino como Clay Regazzoni.
- Christian McKay como Lord Alexander Hesketh.
- Julian Rhind-Tutt como Anthony 'Bubbles' Horsley.
- Sean Edwards como Guy Edwards.
- Tom Wlaschiha como Harald Ertl.
- Colin Stinton como Teddy Mayer.
- Cristian Solimeno como Arturo Merzario.
- Alistair Petrie como Stirling Moss.
- Kristofer Dayne como Mario Andretti.
- Ilario Calvo como Luca Cordero di Montezemolo.
- Antti Hakala como Hans-Joachim Stuck.
- Robert Finlay como Gunnar Nilsson.
- Cris Penfold como Jochen Mass.
- Butchy Davy como John Watson.
- Augusto Dallara como Enzo Ferrari.

## Rodaje
El rodaje se realizó en el antiguo aeródromo de la Segunda Guerra Mundial de Blackbushe, en el Snetterton Motor Racing Circuit y en el de Cadwell Park, circuitos de carreras de motor en Inglaterra, y en el de Nürburgring, en Alemania.

### Guion
El guion fue escrito por Peter Morgan (autor del guion de la película Frost/Nixon, dirigida también por Ron Howard en 2008), quien quiso poner de relieve el contraste entre ambos conductores, especialmente a partir de los polos opuestos que representaban sus vidas públicas, ya que uno, James Hunt, era un personaje muy mediático, mientras que Niki Lauda, por el contrario, era absolutamente reservado.

## Banda sonora
Rush es la banda sonora de la película del mismo nombre, lanzada el 10 de septiembre de 2013. La banda sonora presenta una partitura musical compuesta por Hans Zimmer, más cinco canciones de rock clásico de Dave Edmunds, Steve Winwood, Mud, Thin Lizzy, y David Bowie.

Todas las canciones escritas y compuestas por Hans Zimmer. 
| N.º | Título                           | Duración |  |
| 1.  | «1976»                           | 3:00     |  |
| 2.  | «I Could Show You If You'd Like» | 0:46     |  |
| 3.  | «Stopwatch»                      | 1:31     |  |
| 4.  | «Into the Red»                   | 3:16     |  |
| 5.  | «Budgie»                         | 1:28     |  |
| 6.  | «Scuderia»                       | 0:55     |  |
| 7.  | «Oysters in the Pits»            | 1:06     |  |
| 8.  | «20%»                            | 1:02     |  |
| 9.  | «Watkins Glen»                   | 1:51     |  |
| 10. | «Loose Cannon»                   | 0:37     |  |
| 11. | «Car Trouble»                    | 2:38     |  |
| 12. | «Glück»                          | 1:14     |  |
| 13. | «Nürburgring»                    | 5:35     |  |
| 14. | «Mount Fuji»                     | 3:45     |  |
| 15. | «For Love»                       | 2:50     |  |
| 16. | «Reign»                          | 3:07     |  |
| 17. | «Lost But Won»                   | 6:18     |  |
| 18. | «My Best Enemy»                  | 2:34     |  |

## Crítica
La película fue bien recibida por el público, así como por los críticos de Rotten Tomatoes, el 89% de los cuales la calificaron con un 7,6 de media. Se trata de una película de acción, emociones fuertes (adrenalina pura), pasión y rivalidad entre los protagonistas. En ella, Ron Howard pone también de relieve el dinero que mueve este deporte, en el que un conductor compite por su vida.

## Premios y nominaciones
Globos de Oro
| Año  | Categoría              | Candidato    | Resultado |
| ---- | ---------------------- | ------------ | --------- |
| 2014 | Mejor Película-Drama   |              | Candidata |
| 2014 | Mejor actor de reparto | Daniel Brühl | Candidato |

Premios BAFTA
| Año  | Categoría                | Candidato    | Resultado |
| ---- | ------------------------ | ------------ | --------- |
| 2014 | Mejor Película británica |              | Candidata |
| 2014 | Mejor actor de reparto   | Daniel Brühl | Candidato |
| 2014 | Mejor edición            | Mike Hill    | Ganador   |
| 2014 | Mejor Sonido             | Stefan Korte | Candidato |

Festival Internacional de Cine de Toronto
| Año  | Categoría                           | Resultado |
| ---- | ----------------------------------- | --------- |
| 2013 | Premio del Público (Mejor película) | Candidata |

Premios Satellite
| Año  | Categoría                 | Candidato                                       | Resultado  |
| ---- | ------------------------- | ----------------------------------------------- | ---------- |
| 2014 | Mejor director            | Ron Howard                                      | Candidato  |
| 2014 | Mejor fotografía          | Anthony Dod Mantle                              | Candidato  |
| 2014 | Mejor montaje             | Daniel P. Hanley y Mike Hill                    | Candidatos |
| 2014 | Mejor dirección artística | Mark Digby y Patrick Rolfe                      | Candidatos |
| 2014 | Mejor vestuario           | Julian Day                                      | Candidato  |
| 2014 | Mejor sonido              | Danny Hambrook, Frank Kruse y Markus Stemler    | Candidatos |
| 2014 | Mejores efectos visuales  | Antoine Moulineau, Jody Johnson y Mark Hodgkins | Candidatos |